# Сапиндоцветные
Сапиндоцве́тные (лат. Sapindáles) — по современной классификации APG IV порядок цветковых растений, насчитывающий по состоянию на декабрь 2023 года 9 семейств, 480 родов и 6 816 ботанических видов. Порядок включается в дочернюю кладу Мальвиды, последовательно входящую в более крупные клады Розиды -> Суперрозиды -> Эвдикоты -> Цветковые растения.

## Классификация
В более ранней системе классификации Кронквиста (1981 года) в порядок включался расширенный список семейств:
- Aceraceae — Клёновые
- Akaniaceae — Аканиевые
- Anacardiaceae — Анакардиевые, или Сумаховые
- Bretschneideraceae — Бретшнейдеровые
- Burseraceae — Бурзеровые
- Cneoraceae — Кнеоровые
- Hippocastanaceae — Конскокаштановые
- Julianiaceae — Юлианиевые
- Meliaceae — Мелиевые
- Melianthaceae — Медовиковые
- Rutaceae — Рутовые
- Sapindaceae — Сапиндовые
- Simaroubaceae — Симарубовые
- Staphyleaceae — Клекачковые
- Zygophyllaceae — Парнолистниковые

В более поздней версии растения семейств Клёновые и Конскокаштановые вошли в состав семейства Сапиндовые (Sapindaceae).
Семейство Симарубовые (Simaroubaceae) вошло в состав семейства Киркиевые (Kirkiaceae).
В современной системе APG IV (2016) в порядок включено 9 семейств:
1. Anacardiaceae — Анакардиевые, или Сумаховые — 81 род, 967 видов
2. Biebersteiniaceae — Биберштейниевые, монотипный с 1 родом Биберштейния и 5 видами
3. Burseraceae — Бурзеровые — 19 родов, 744 вида
4. Kirkiaceae — Киркиевые, монотипный с 1 родом Киркия и 6 видами
5. Meliaceae — Мелиевые — 59 родов, 745 видов
6. Nitrariaceae — Селитрянковые — 3 рода, 14 видов
7. Rutaceae — Рутовые — 156 родов, 2 196 видов
8. Sapindaceae — Сапиндовые — 141 род, 2 014 видов
9. Simaroubaceae — Симарубовые — 19 родов, 128 видов

### Таксономическое положение
- Sapindales Juss. ex Bercht. & J. Presl, 1820, Prir. Rostlin 224

Порядок Сапиндоцветные включается в дочернюю кладу Мальвиды, последовательно входящую в более крупные клады Розиды -> Суперрозиды -> Эвдикоты -> Цветковые растения. Кладограмма в соответствии с Системой APG IV:
|  |                          |  |                                   | порядок Сапиндоцветные |  | 9 семейств |  | 480 родов |  | 6 816 видов |
|  |                          |  |                                   | порядок Сапиндоцветные |  | 9 семейств |  | 480 родов |  | 6 816 видов |
|  | клада Цветковые растения |  |                                   |                        |  |            |  |           |  |             |
|  |                          |  |                                   |                        |  |            |  |           |  |             |
|  |                          |  | ещё 63 порядка цветковых растений |                        |  |            |  |           |  |             |
|  |                          |  |                                   |                        |  |            |  |           |  |             |